# Caristiden
Caristiden (Caristiidae) zijn een familie van straalvinnige vissen uit de orde van Baarsachtigen (Perciformes). 

## Geslachten
- Caristius Gill & H. M. Smith, 1905
- Platyberyx Zugmayer, 1911
- † Chalcidichthys